# Ubi nos
Mit der Enzyklika Ubi nos (Als wir … von unseren Feinden) vom 15. Mai 1871 protestierte Papst Pius IX. gegen die Annexion des Kirchenstaats.

## Vorgeschichte
Nachdem der Kirchenstaat der staatlichen Einigung Italiens im September 1870 endgültig zum Opfer gefallen war, betrachtete Pius IX. (1846–78) sich als „Gefangenen im Vatikan“ und lehnte jeden Kompromissvorschlag für eine Einigung ab. Die italienische Regierung sicherte ihm im sogenannten Garantiegesetz vom 13. Mai 1871 Freiheit und Unverletzlichkeit in der Leitung der Kirche, Ehren und Vorrechte eines Souveräns, Benutzung der vatikanischen Paläste und Gärten und einiger anderer Gebäude unter Ausschluss des Eigentumsrechts zu und versprach im Übrigen eine angemessene Entschädigung.
Der Papst protestierte mit der Enzyklika Ubi nos vom 15. Mai 1871 und verhängte über die „Usurpatoren“ die Exkommunikation. 1874 untersagte er den italienischen Katholiken die Beteiligung an italienischen Parlamentswahlen. Dieses Verbot wurde 1886 verschärft und erst 1905 unter Pius X. aufgehoben.

## Die „Usurpatoren“
In seiner Enzyklika verurteilte er die Annexion des Kirchenstaates und nannte die neue Regierung „Usurpatoren“. „Usurpator“ steht für jemanden, der widerrechtlich die Macht an sich reißt, der Begriff geht auf das lateinische Verb usurpare („in Anspruch nehmen“, „in Besitz nehmen“, „sich (widerrechtlich) aneignen“) zurück. Diese neuen Machthaber, so führt er aus, handelten gegen die Gebote Gottes und schädigten die Freiheit der Kirche.

## Die Verteidigung der Kirche
- In diesem Apostolischen Rundschreiben ruft der Papst zum Gebet auf und erklärt gleichsam, dass das Gebet den Geist Christi erwecke und den Kampf gegen die Ungerechtigkeit verstärken wird.
- Er geht mit der von ihm so genannten „Nordregierung“ hart ins Gericht und bezeichnet sie als eine „Piemont-Regierung“, die den päpstlichen Rang schamlos verachte. Er führt die naturgegebene Verbindung des italienischen Volkes mit Rom an und warnt vor diesen Betrügern, deren Zusicherungen er als falsche Garantien ablehnt.
- Die Garantien, die dem Vatikanstaat und dem Papst zugebilligt werden sollen, richten sich aus der Sicht des Papstes gegen die allein von Gott vergebenen Rechte.
- Der Papst ruft zum Gebet für das Ende des Kampfes auf, gleichzeitig fordert er die Vereinigung der kirchlichen und staatlichen Lehre. In der abschließenden Exhortatio ermuntert er die katholischen Christen zum Widerstand gegen die Besatzer und ermahnt die letzteren, nicht gegen die Lehren Gottes zu verstoßen.